# Tōkyō Monorail
| Ein Zug der Tōkyō Monorail im Stadtteil Shibaura |             |                                   |                                  |
| Streckenlänge: | 17,8 km     |                                   |                                  |
| Stromsystem: | 750 V =     |                                   |                                  |
| Streckengeschwindigkeit: | 80 km/h     |                                   |                                  |
| Zugbeeinflussung: | CS-ATC, ATO |                                   |                                  |
| Zweigleisigkeit: | durchgehend |                                   |                                  |
| |             |                                   |                                  |
| Streckenverlauf |             |                                   |                                  |
| \| \| \| Hamamatsuchō Yamanote- und \| \| \| \| \| Keihin-Tohoku-Linie \| \| \| \| \| Tōkaidō-Shinkansen \| \| \| \| \| \| \| \| \| \| Shuto-Autobahn \| \| \| \| \| \| \| \| \| \| \| \| \| \| \| Tōkaidō-Güterbahnstrecke \| \| \| \| \| Tennōzu Isle Rinkai-Linie \| \| \| \| \| \| \| \| \| \| Ōi-Keibajō-mae \| \| \| \| \| \| \| \| \| \| Ryūtsū Center \| \| \| \| \| Shuto Expressway Route 1 (Haneda) \| \| \| \| \| \| \| \| \| \| \| \| \| \| \| Betriebswerk und Depot \| \| \| \| \| \| \| \| \| \| Shōwajima (Überholbahnhof) \| \| \| \| \| \| \| \| \| \| Seibijō \| \| \| \| \| \| \| \| \| \| Tenkūbashi Keikyū-Flughafenlinie \| \| \| \| \| \| \| \| \| \| Haneda Flughafen Terminal 3 \| \| \| \| \| \| \| \| \| \| \| \| \| \| \| Shin-Seibijō \| \| \| \| \| Haneda Airport Terminal 1 \| \| \| \| \| Haneda Airport Terminal 1·2 \| \| \| \| \| Haneda Airport Terminal 2 \| \| |             |                                   |                                  |
| Strecke |             | Hamamatsuchō Yamanote- und        | Hamamatsuchō Yamanote- und       |
| U-Bahn-Kreuzung mit Eisenbahn · Strecke nach rechts · Strecke |             | Keihin-Tohoku-Linie               | Keihin-Tohoku-Linie              |
| U-Bahn-Kreuzung mit Eisenbahn · Strecke quer · Strecke nach rechts |             | Tōkaidō-Shinkansen                | Tōkaidō-Shinkansen               |
| U-Bahn-Strecke nach links · U-Bahn-Strecke von rechts |             |                                   |                                  |
| |             | Shuto-Autobahn                    |                                  |
| |             |                                   |                                  |
| |             |                                   |                                  |
| Strecke quer · U-Bahn-Kreuzung mit Eisenbahn geradeaus unten · Strecke quer |             | Tōkaidō-Güterbahnstrecke          | Tōkaidō-Güterbahnstrecke         |
| Strecke quer (im Tunnel) · U-Bahn-Bahnhof · Strecke quer (im Tunnel) |             | Tennōzu Isle Rinkai-Linie         | Tennōzu Isle Rinkai-Linie        |
| |             |                                   |                                  |
| U-Bahn-Haltepunkt / Haltestelle |             | Ōi-Keibajō-mae                    | Ōi-Keibajō-mae                   |
| |             |                                   |                                  |
| U-Bahn-Haltepunkt / Haltestelle |             | Ryūtsū Center                     | Ryūtsū Center                    |
| |             | Shuto Expressway Route 1 (Haneda) |                                  |
| |             |                                   |                                  |
| U-Bahn-Strecke von links · U-Bahn-Abzweig geradeaus und nach rechts |             |                                   |                                  |
| U-Bahn-Dienststation / Betriebs- oder Güterbahnhof · U-Bahn-Strecke |             | Betriebswerk und Depot            | Betriebswerk und Depot           |
| U-Bahn-Strecke nach links · U-Bahn-Abzweig geradeaus und von rechts |             |                                   |                                  |
| U-Bahn-Haltepunkt / Haltestelle |             | Shōwajima (Überholbahnhof)        | Shōwajima (Überholbahnhof)       |
| |             |                                   |                                  |
| U-Bahn-Haltepunkt / Haltestelle |             | Seibijō                           | Seibijō                          |
| U-Bahn-Tunnelanfang |             |                                   |                                  |
| Strecke quer (im Tunnel) · U-Bahn-Turmbahnhof mit Eisenbahn mit Tunnelstrecke · Strecke von rechts (im Tunnel) |             | Tenkūbashi Keikyū-Flughafenlinie  | Tenkūbashi Keikyū-Flughafenlinie |
| U-Bahn-Tunnelende · Strecke (im Tunnel) |             |                                   |                                  |
| U-Bahn-Bahnhof · Bahnhof (im Tunnel) |             | Haneda Flughafen Terminal 3       | Haneda Flughafen Terminal 3      |
| U-Bahn-Tunnelanfang · Strecke (im Tunnel) |             |                                   |                                  |
| U-Bahn-Strecke von links (im Tunnel) · U-Bahn-Strecke nach rechts (im Tunnel) · Strecke (im Tunnel) |             |                                   |                                  |
| U-Bahn-Haltepunkt / Haltestelle (im Tunnel) · Strecke (im Tunnel) |             | Shin-Seibijō                      | Shin-Seibijō                     |
| U-Bahn-Strecke nach links (im Tunnel) · U-Bahn-Bahnhof quer (im Tunnel) · Kreuzung mit Tunnelstrecke und geradeaus unten (im Tunnel) · U-Bahn-Strecke von rechts (im Tunnel) |             | Haneda Airport Terminal 1         | Haneda Airport Terminal 1        |
| Kopfbahnhof Streckenende (im Tunnel) · U-Bahn-Strecke (im Tunnel) |             | Haneda Airport Terminal 1·2       | Haneda Airport Terminal 1·2      |
| U-Bahn-Kopfbahnhof Streckenanfang und quer (im Tunnel) · U-Bahn-Strecke nach rechts (im Tunnel) |             | Haneda Airport Terminal 2         | Haneda Airport Terminal 2        |

Die Tōkyō Monorail (jap. 東京モノレール, Tōkyō Monorēru) ist eine Einschienenbahnstrecke, die zwischen Hamamatsuchō im Bezirk Minato, Tokio und dem Flughafen Haneda verläuft. Die Strecke wurde von der Tōkyō Monorail K.K. (東京モノレール株式会社, Tōkyō Monorēru Kabushiki-gaisha, engl. Tokyo Monorail Co., Ltd.) betrieben. JR East erwarb im Jahre 2002 in großem Umfang Aktienanteile des Unternehmens und hält heute 70 Prozent der Aktien. Die übrigen Aktienanteile verteilen sich auf Hitachi (12 Prozent), Japan Airlines (9 Prozent) und All Nippon Airways (9 Prozent).

## Geschichte
Die aufgeständerte Strecke entlang der Bucht von Tokio wurde 1964 anlässlich der Olympischen Sommerspiele 1964 eröffnet. Errichtet wurde die Strecke von Hitachi Monorail System und basiert auf dem ALWEG-Prinzip. Ursprünglich verkehrte die Tokyo Monorail ohne Halt zwischen Hamamatsuchō und Haneda. Die erste Station, die in die Strecke nachträglich eingefügt wurde, war 1965 die Station Ōi Keibajō-mae (大井競馬場前). Im Jahr 1967 folgte die Station Seibijō (整備場).
Als die Monorail eröffnet wurde, befand sich der Passagierterminal des Flughafens Haneda südlich der Station Seibijō am westlichen Ende des Flugfeldes. Im Zuge der Erweiterung des Flughafens wurde 1993 ein neuer Terminal eröffnet (Terminal 1) und die Monorail dorthin verlängert. Das ehemalige Terminalgebäude wurde abgerissen, um die Start- und Landebahn B ausbauen zu können. Der Tunnel, in dem die Monorail ursprünglich den Terminal ansteuerte, wurde folglich aufgegeben und an das Verkehrsministerium zurückgegeben. Er befindet sich noch bis heute unter der Start- und Landebahn B (die Fahrwege wurden entfernt und die Tunnelmündung verschlossen).
2004 wurde die Strecke um eine weitere Station zum neuen Terminal 2 verlängert.
Heute bedient die Tokyo Monorail mit ihren Fahrzeugen täglich zwischen 5:30 Uhr und 24:00 Uhr neun Stationen mit etwa 127.000 Fahrgästen. Eine Fahrt vom Flughafen nach Hamamatsuchō kostet 500 Yen. Mit dieser Auslastung gilt die Tokyo Monorail als die am stärksten frequentierte und wirtschaftlichste Einschienenbahn der Welt. Am 24. Januar 2007 wurde der 1500-millionste Fahrgast befördert.
Am 21. Oktober 2010 wurde eine weitere Station am zu dieser Zeit fertiggestellten neuen International Terminal (heute Terminal 3) des Flughafens Haneda eröffnet.

## Betrieb
Die Tokyo Monorail wird in drei unterschiedlichen Betriebsprogrammen bedient.
| Station                                                        | Lokalzug (普通) | Schnellfahrlinie (区間快速) | Haneda Express (空港快速) |
| -------------------------------------------------------------- | --------------- | --------------------------- | ------------------------- |
| Monorail Hamamatsuchō (モノレール浜松町)                       | ●               | ●                           | ●                         |
| Tennōzu Isle (天王洲アイル)                                    | ●               | ●                           | \|                        |
| Ōi Keibajō-mae (大井競馬場前)                                  | ●               | ●                           | \|                        |
| Ryūtsū Center (流通センター)                                   | ●               | ●                           | \|                        |
| Shōwajima (昭和島)                                             | ●               | \|                          | \|                        |
| Seibijō (整備場)                                               | ●               | \|                          | \|                        |
| Tenkubashi (天空橋)                                            | ●               | \|                          | \|                        |
| Haneda Airport Terminal 3 Haneda Terminal 3 (羽田空港第３ビル) | ●               | ●                           | ●                         |
| Shin-Seibijō (新整備場)                                        | ●               | \|                          | \|                        |
| Haneda Airport Terminal 1 (羽田空港第１ビル)                   | ●               | ●                           | ●                         |
| Haneda Airport Terminal 2 (羽田空港第２ビル)                   | ●               | ●                           | ●                         |
| ● Hält an dieser Station \| Hält nicht an dieser Station       |                 |                             |                           |

### Fahrzeiten
Für die Strecke Hamamatsucho – Haneda Airport Terminal 3 benötigt der Haneda Express (ohne Zwischenstopp) ca. 13 Minuten, die Schnellfahrlinie (drei Zwischenstopps) ca. 16 Minuten und der Lokalzug (sechs Zwischenstopps & eine Überholung durch den Expresszug) ca. 20 Minuten. Die Fahrzeiten sind tageszeiten- und verkehrsabhängig. Tagsüber fahren alle Zugarten im 12 Minutentakt, so dass alle 4 Minuten eine Fahrt in Hamamatsucho bzw. Haneda startet. Dabei wird in beide Fahrtrichtungen der Lokalzug in Showajima vom Expresszug überholt. Benötigt werden für diesen Betrieb 13 Fahrzeuge, deren Umlauf fahrplanbedingt so verknüpft ist, dass sie dadurch immer alle Zuggattungen nach und nach einmal fahren.